# Centrum Eden
Centrum Eden - zábavní a poznávací park se nachází v Novém Dvoře v Bystřici nad Pernštejnem, nedaleko bystřického vlakového nádraží. S Bystřicí jej spojuje silnička a ulice Nový dvůr, vedoucí do bystřických Lužánek. Turisty sem přivede i červená turistická značka od Bystřice na Vojetín. Směrem na Bystřici ji lemuje pohádková alej Lužánky zakončená sochou zubra od Michala Olšiaka. V nedaleké blízkosti centra vzniká od roku 2018 park miniatur, který je pro turisty volné přístupný.
Vlastní areál centra se skládá z několika hlavních částí – Panský dvůr (bývalý statek Mittrowských) s pivovarem, Horácká vesnice, Ekopavilon a Farma Eden.

## Historie
Počátky areálu, který dnes nese označení centrum Eden, sahají až do 15. století, kdy zde stál statek. Ten v roce 1495 přenechali Vilém a Vratislav z Pernštejna městu Bystřice. V roce 1731 odkoupil spojený bystřický a dolnorožínecký velkostatek Arnošt Matyáš Mitrovský z Mitrovice a Nemyšle, v jejichž držení zůstal až do 20. století. V roce 1815 zahájil Vilém Mitrovský přestavbu do podoby čtyřkřídlého uzavřeného dvora. Jedno z křídel sloužilo jako zámeček, dvě boční jako stáje a v posledním křídle byly byty šafáře a služebnictva. Pro místo se pak ustálil název Nový Dvůr. V roce 1923 byl Vladimír II. nucen na základě pozemkové reformy velkostatek odprodat. Statek odkoupilo Družstvo pro zušlechťování hospodářských zvířat a plodin, které z něj udělalo vzorový statek. Roku 1949 byl zařazen do Československých státních statků, po revoluci v něm vznikly byty. Od roku 1990 jej jako státní statek využívala tehdejší bystřická zemědělská škola. Od roku 2000 celý areál procházel rekonstrukcí a přestavbou do centra Eden. V září 2012 zahájila činnost farma Eden, od následujícího roku prošly obnovou i další části areálu. Dne 21. března 2015 se pak centrum otevřelo pro veřejnost.

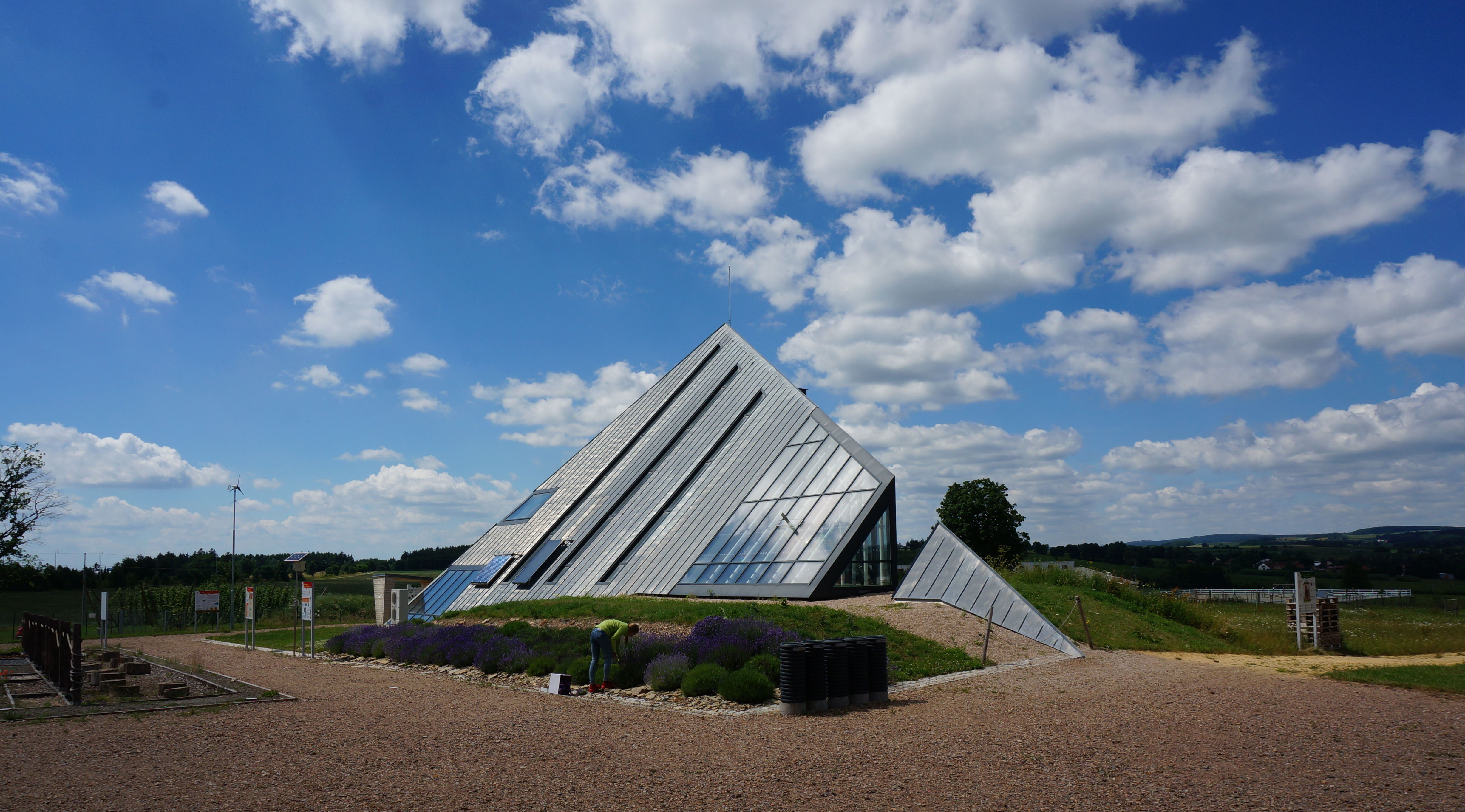
Futuristická stavba nabízí exkurzi do moderních technologií na úsporu energií. Seznámí vás s prostředky úsporných řešení budoucnosti, ale také s věcmi, které můžete využívat ve svém běžném životě, a tím vědomě pomáhat jak ke zlepšení životního prostředí, tak k úspoře ve své peněžence.

## Externí odkazy

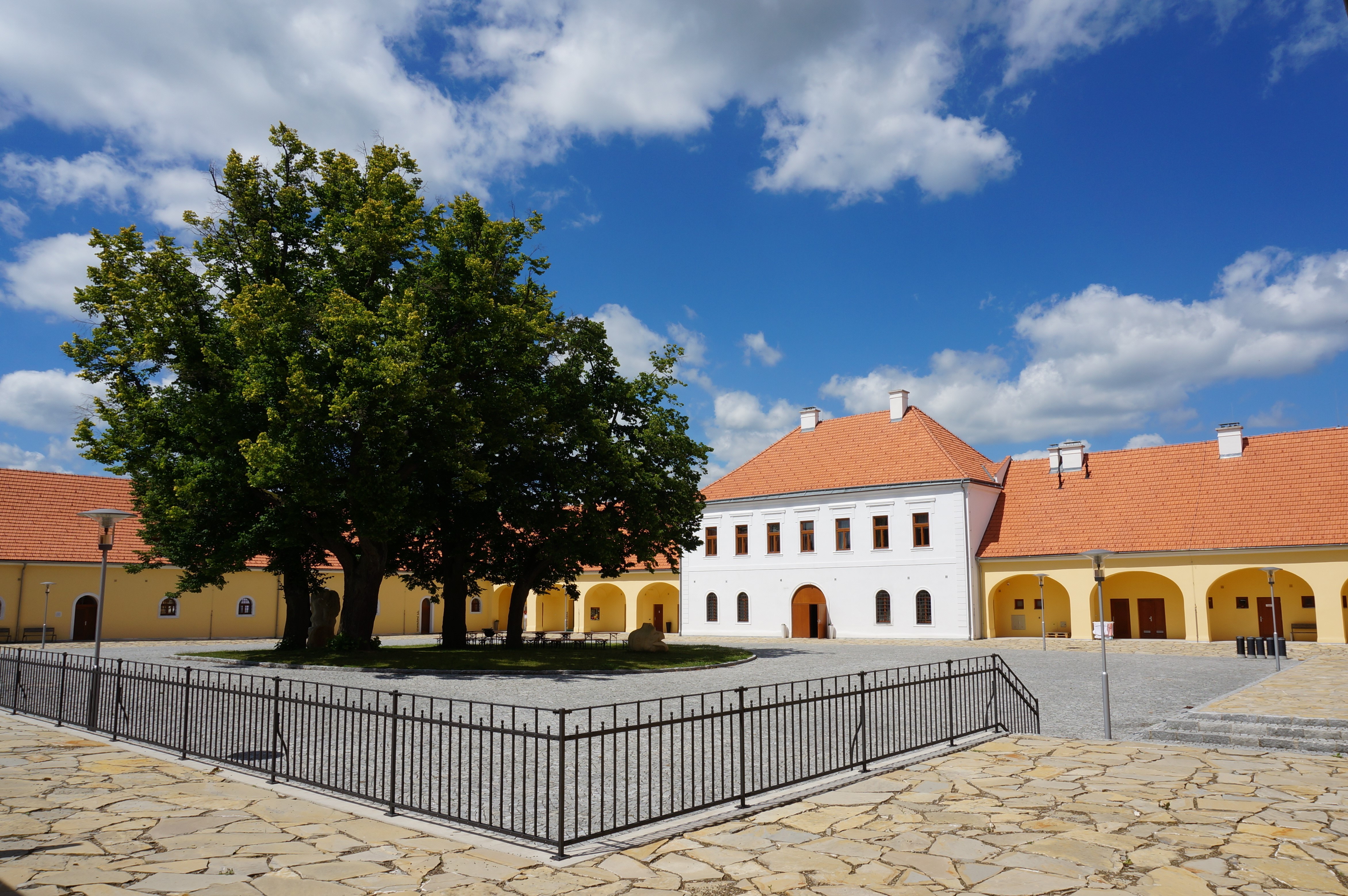
Areál bývalého školního statku – Nový Dvůr se proměnil v Panský dvůr nabízející návštěvníkům rozličné a zajímavé expozice. Dvůr je rozčleněn do několika expozic. Najdete zde expozici stolárny, kovárny, Příběhu půdy s krtincem (nejoblíbenější část u malých dětí), příbytek panského správce, lékárnu, pivovar, pivnici s občerstvením, ad.

V Horácké vesnici se nachází sedm stavení, které lemují prostornou náves. Jde o repliky staveb z 19. století.